# 高橋村 (愛知県)
高橋村（たかはしむら）は、かつて愛知県西加茂郡にあった村。
現在の豊田市の一部であり、平成の大合併以前の豊田市の東部、矢作川東岸に該当する。

## 沿革
- 江戸時代末期、この地域は尾張藩領、挙母藩領、旗本領であった。
- 1906年（明治39年）7月1日 - 益富村、野見村、寺部村、渋川村、上野山村、市木村、平井村、四谷村（一部）[2]が合併し、高橋村が発足。
- 1956年（昭和31年）9月30日 - 挙母市へ編入される。

## 学校
- 高橋村立高橋中学校（現・豊田市立高橋中学校）
- 高橋村立古瀬間小学校（現・豊田市立古瀬間小学校）
- 高橋村立寺部小学校（現・豊田市立寺部小学校）
- 高橋村立矢並小学校（現・豊田市立矢並小学校）
- 高橋村立野見小学校（現・豊田市立野見小学校）

## 神社
- 野見神社